# Энстрём, Тина
Тина Линнея Энстрём (швед. Tina Linnéa Enström; 23 февраля 1991, Нордингро, Вестерноррланд, Швеция) — шведская хоккеистка, игравшая на позиции центрального нападающего. Выступала за шведские клубы: МОДО, «Линчёпинг» и «Юргорден». Завершила хоккейную карьеру в августе 2017 года. Игрок национальной сборной Швеции, в составе которой выступала на пяти чемпионатах мира (2007, 2008, 2009, 2011 и 2012) и на Зимних Олимпийских играх 2010. Бронзовый призёр чемпионата мира 2007 года. Сыграла более 100 матчей за национальную команду. Двукратная чемпионка Швеции (2012 и 2017). В составе юниорской сборной Швеции становилась бронзовым призёром чемпионата мира до 18 лет (2009). В 2016 году подписала с «Юргорденом» 8-летний контракт — самый продолжительный в истории шведского хоккея. Рекордсменка по результативности «Юргордена», юниорской и национальной сборной Швеции. Старшие братья, Тобиас, Томас и Томми, играли в хоккей на высоком уровне.

## Биография
Тина Энстрём родилась в городе Нордингро, лен Вестерноррланд. У неё большая семья: три старших брата (Тобиас, Томас и Томми), все являются хоккеистами, и сестра (Тереза), которая единственная среди детей не занималась хоккеем. Двоюродные братья Лины, Юнатан и Симон Шёдины и Кристофер Кёнглссон, также были хоккеистами. Особого успеха добился Тобиас, сыгравший в Национальной хоккейной лиге (НХЛ) более 700 матчей. Тина по примеру братьев начала заниматься хоккеем с двух лет, её первой командой стала «Хёга Кунстен». С 2015 года она начала играть в первом дивизионе женского чемпионата Швеции за клуб МОДО. В своём дебютном сезоне она приняла участие в финале лиги, в котором МОДО проиграл «Мелархёйден/Бреденг» со счётом 1:2. Через год Энстрём завоевала бронзовую медаль чемпионата Швеции. В сезоне 2006/07 Тину дебютировала сборную Швеции. В апреле, в возрасте 16-ти лет, она играла на чемпионате мира 2007, на котором шведки завоевали бронзовые медали. В сезоне 2007/08 Энстрём начинала играть в новой образованной женской лиге — Рикссериен. С первых матчей юная хоккеистка начала отличаться результативными действиями. Тина приняла участие в первом розыгрыше чемпионата мира до 18 лет. Шведки не сумели завоевать медали, заняв четвёртое место. Энстрём была включена в тройку лучших игроков своей сборной на турнире. Она также стала лучшим игроком мирового первенства по проценту выигранных вбрасываний — 61,90 %. В апреле того же года Тина сыграла на своём втором чемпионате мира. На турнире она стала лучшим бомбардиром сборной Швеции, набрав 5 (1+4) результативных балла.
Перед сезоном 2008/09 Энстрём перешла в другой клуб лиги — «Линчёпинг». Она продолжила демонстрировать результативный хоккей, завершив сезон на втором месте среди бомбардиров команды. Тина много играла за юниорскую и основную сборную Швеции, где сумела продемонстрировать свои лучшие статистические показатели в карьере. На юниорском чемпионате мира 2009 она отдала 7 результативных передач и помогла сборной завоевать бронзовые медали. Достигнутый ей результат, 12 результативных передач на чемпионатах мира до 18 лет, до сих пор остаётся рекордным для шведских хоккеисток. На чемпионате мира 2009 Энстрём вместе с Эрикой Хольст показали лучшую результативность в истории сборной Швеции на мировых первенствах, набрав каждая по 9 очков. По окончании чемпионата она вернулась в МОДО. В течение следующего сезона Энстрём готовилась принять участие в Зимних Олимпийских играх 2010 в Ванкувере. Она была включена в окончательную заявку на Игры, но продемонстрировать в ходе турнира результативный хоккей не смогла, набрав один результативный балл. Шведки были близки к завоеванию медалей, но, как и на предыдущем мировом первенстве, проиграли сборной Финляндии.
В сезоне 2010/11 Энстрём существенно увеличила свою результативность в чемпионате Швеции. По итогам регулярного чемпионата она набрала 30 (10+20) результативных баллов. В апреле Тина сыграла на чемпионате мира 2011. В пяти матчах турнира она заработала 3 (1+2) очка при нейтральном показателе полезности. В июне 2011 года было объявлено, что Энстрём продолжит карьеру в США, учась и играя в Университете Миннесоты-Дулут. Однако Энстрём продолжила играть за МОДО и стала чемпионкой Швеции сезона 2011/12. Она внесла существенный вклад в победу, отдав наибольшее количество передач в плей-офф — 4. В апреле 2012 года Тина сыграла на своём пятом чемпионате мира. Она впервые за свою карьеру не сумела набрать очков на мировом первенстве. Этот турнир стал последним крупным международным соревнованием, на котором выступала Энстрём. После этого турнира у неё случился конфликт с главным тренером сборной Швеции Никласом Хёгбергом из-за запрета на подачу заявки для получения стипендии от Шведской хоккейной ассоциации и Олимпийского комитета Швеции.
В сезоне 2012/13 Энстрём стала вторым бомбардиром команды, набрав на два результативных балла меньше, чем Эмма Нордин. МОДО не сумел вновь завоевать титул, проиграв в полуфинале плей-офф клубу «Брюнес». В следующем сезоне Тина установила личный рекорд по количеству набранных очков в Рикссериен — 43. Она стала лучшим ассистентом лиги, отдав 30 результативных пасов. МОДО играл в финале, но проиграл в нём «Линчёпингу». Весной 2014 года Энстрём неожиданно покинула Рикссериен и подписала контракт с новым клубом «Юргорден», в проект которого были вложены большие ресурсы, начинавший с первого дивизиона национального чемпионата. В дивизионе ниже Тина набирала чуть менее 4-х результативных баллов за матч. Она помогла новому клубу успешно пройти все стадии и квалифицироваться в Рикссериен. Вернувшись в элитную лигу Энстрём начала демонстрировать ещё более результативно, чем в МОДО. В 34-х играх чемпионата она набрала 54 балла за результативность. Отданные ей 40 результативных передач до сих пор являются рекордными для «Юргордена». В феврале 2016 года Энстрём продлила соглашение с «Юргорденом», подписав контракт на 8 лет, что являлось рекордом по продолжительности в истории шведского хоккея. В сезоне 2016/17 Энстрём исполняла обязанности ассистента капитана. Она вновь продемонстрировала результативную игру и помогла «Юргордену» стать чемпионом Швеции. В августе 2017 года, в возрасте 26-ти лет, Энстрём объявила о завершении карьеры из-за отсутствия мотивации.

## Статистика
| Легенда | Легенда                    | Легенда | Легенда                   | Легенда | Легенда    |
| ------- | -------------------------- | ------- | ------------------------- | ------- | ---------- |
| И       | Количество проведённых игр | Штр     | Штрафное время            | +/−     | Плюс-минус |
| Г       | Голы                       | П       | Голевые передачи          | О       | Очки       |
| -       | Статистика неизвестна      | —       | Статистика не учитывалась |         |            |

### Клубная
- a В «Плей-офф» учитывается статистика игрока в Квалификационном турнире.

### Международная
По данным: Eurohockey.com и Eliteprospects.com

## Достижения
| Год           | Команда         | Достижение                                  | Достижение |
| ------------- | --------------- | ------------------------------------------- | ---------- |
| Клубные       |                 |                                             |            |
| 2006, 2013    | МОДО            | Серебряный призёр чемпионата Швеции (2)     |            |
| 2007          | МОДО            | Бронзовый призёр чемпионата Швеции          |            |
| 2012          | МОДО            | Чемпионка Швеции (2)                        |            |
| 2017          | Юргорден        | Чемпионка Швеции (2)                        |            |
| 2015          | Юргорден        | Выход в Рикссериен из Первого дивизиона     |            |
| Международные |                 |                                             |            |
| 2007          | Швеция          | Бронзовый призёр чемпионата мира            |            |
| 2009          | Швеция (юниор.) | Бронзовый призёр юниорского чемпионата мира |            |

| Год  | Команда  | Достижение                                         | Достижение |
| ---- | -------- | -------------------------------------------------- | ---------- |
| 2014 | МОДО     | Лучший ассистент Рикссериен                        |            |
| 2015 | Юргорден | Лучший ассистент первого дивизиона (зона «Восток») |            |
| 2015 | Юргорден | Лучший бомбардир первого дивизиона (зона «Восток») |            |

- По данным Eliteprospects.com.

## Рекорды
| Швеция - Наибольшее количество очков на одном чемпионате мира — 9 (2009) (совместно с Эрикой Хольст) По данным: Eliteprospects.com | Швеция (до 18) - Наибольшее количество передач на юниорских чемпионатах мира — 12 По данным: Eliteprospects.com |

«Юргорден»
- Наибольшее количество передач — 101
- Наибольшее количество передач в одном сезоне — 40 в сезоне 2015/16

По данным: Eliteprospects.com